# Fanny Lewald
Fanny Lewald (Königsberg, 21 marzo 1811 – Dresda, 5 agosto 1889) è stata una scrittrice e saggista tedesca e un'attivista per i diritti delle donne.

## Biografia
Fanny Lewald nacque a Königsberg nell'allora Prussia orientale nel 1811 da una famiglia borghese ed ebrea. A tredici anni abbandonò la scuola per apprendere le abilità domestiche di cui avrebbe avuto bisogno come moglie. Lewald avrebbe dovuto sposare un giovane teologo all'età di diciassette anni e si convertì al cristianesimo per il matrimonio. Tuttavia, il suo fidanzato morì prima del matrimonio. Viaggiò nella Confederazione germanica, in Francia e in Italia. Nel 1841 pubblicò il suo primo romanzo sul periodico Europa di suo cugino August Lewald, dal titolo Der Stellvertreter. Nel 1845 si stabilì a Berlino dove, nel 1854, sposò lo scrittore Adolf Stahr, storico della cultura e dell'arte.
Lewald venne notata per la sua capacità di scrittura dopo la pubblicazione di una lettera che scrisse su un processo giudiziario a cui aveva partecipato. Suo cugino, August Lewald, la pubblicò sul suo periodico e inoltre le chiese di scrivere un rapporto sull'incoronazione di Federico Guglielmo IV di Prussia nel 1840. Fanny Lewald divenne quindi una scrittrice prolifica e pubblicò molti romanzi di successo. I suoi scritti spesso si ispiravano alla sua esperienza di crescita come donna in una famiglia borghese, sostenendo una migliore istruzione per le donne e criticando i matrimoni di convenienza. Lewald ha inoltre collaborato per La Donna insieme ad altre attiviste del suo tempo.
Nel 1876, dopo la morte di suo marito, si trasferì a Dresda, dove si dedicò al lavoro letterario fino alla sua morte, avvenuta il 5 agosto 1889.

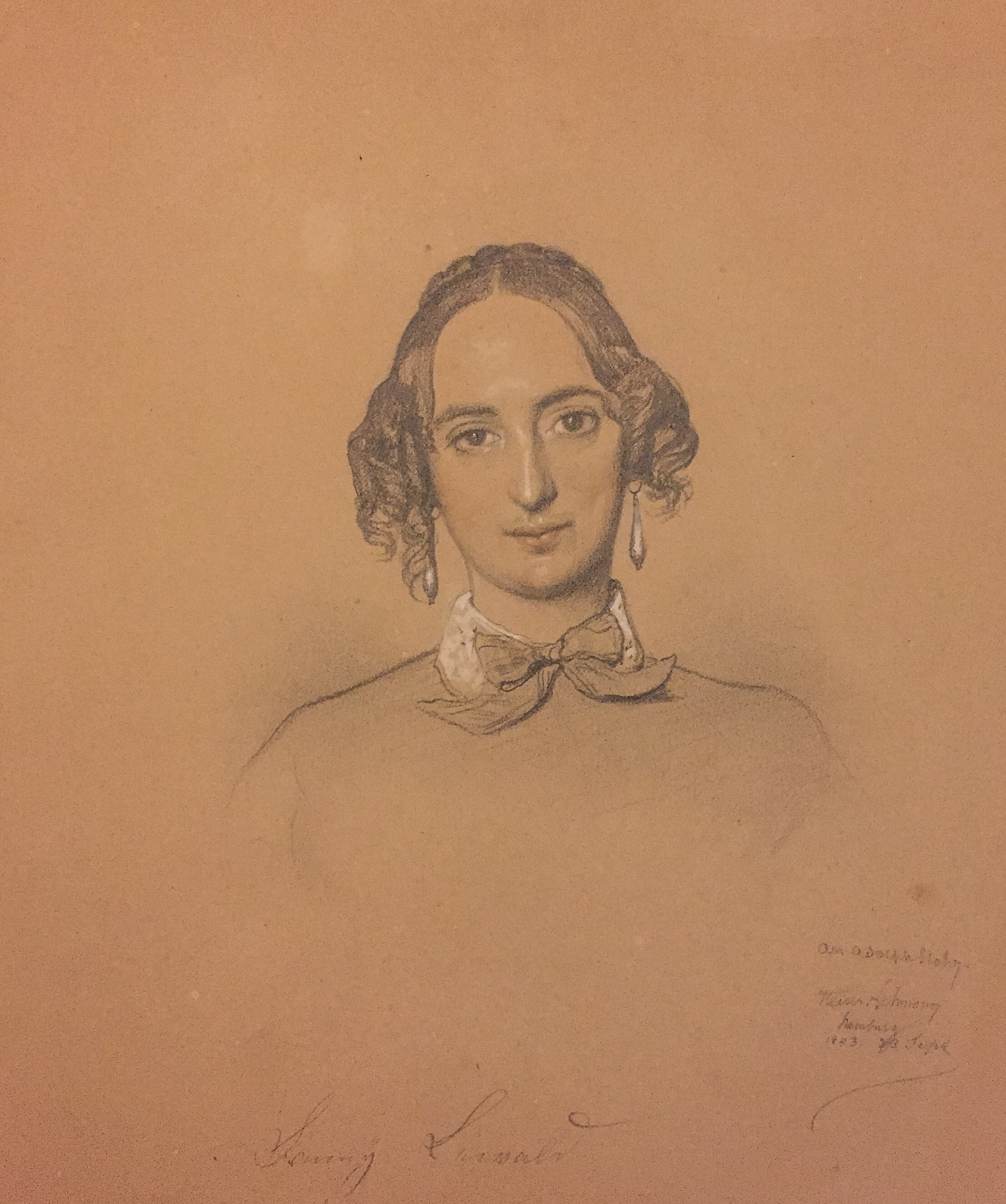
Fanny Lewald nel 1848

## Opere
Di seguito sono riportate le opere pubblicate di Fanny Lewald citate da The Political Woman in Print:
- Clementine (1843)
- Jenny (1843)
- Album italiano (1847)
- Prinz Louis Ferdinand (1849; 2ª ed., 1859)
- Das Mädchen von Hela (1860)
- Il diavolo dell'arte (1862)
- Von Geschlecht zu Geschlecht (8 volumi, 1863–1865)
- Nella (1870)
- Die Erlöserin (1873)
- Benvenuto (1875)
- Stella (1883)

Tra i suoi scritti in difesa dell'emancipazione della donna spiccano Osterbriefe für die Frauen (1863) e Für und wideer die Frauen (1870). La sua autobiografia, Meine Lebensgeschichte (6 volumi, 1861–1862), offre scorci della vita letteraria del suo tempo.
Una selezione delle sue opere fu pubblicata con il titolo Gesammelte Schriften in 12 volumi (1870–1874) e separatamente in inglese come Recollections of 1848 e The Education of Fanny Lewald, tradotti da Hanna Lewis.